# Тавакачевська сільська рада
Тавака́чевська сільська рада (рос. Тавакачевский сельский совет) — муніципальне утворення у складі Архангельського району Башкортостану, Росія. Адміністративний центр — присілок Тавакачево.

## Населення
Населення — 996 осіб (2019, 1020 в 2010, 988 в 2002).

## Склад
До складу поселення входять такі населені пункти:
| Населений пункт         | Населення, осіб (2002) | Населення, осіб (2010) |
| ----------------------- | ---------------------- | ---------------------- |
| Гайфуллінське, присілок | 47                     | 31                     |
| Приуральє, присілок     | 380                    | 373                    |
| Тавакачево, присілок    | 554                    | 594                    |
| Устьє-Басси, присілок   | 7                      | 22                     |